# San Miguel Arcángel (Sotosalbos)

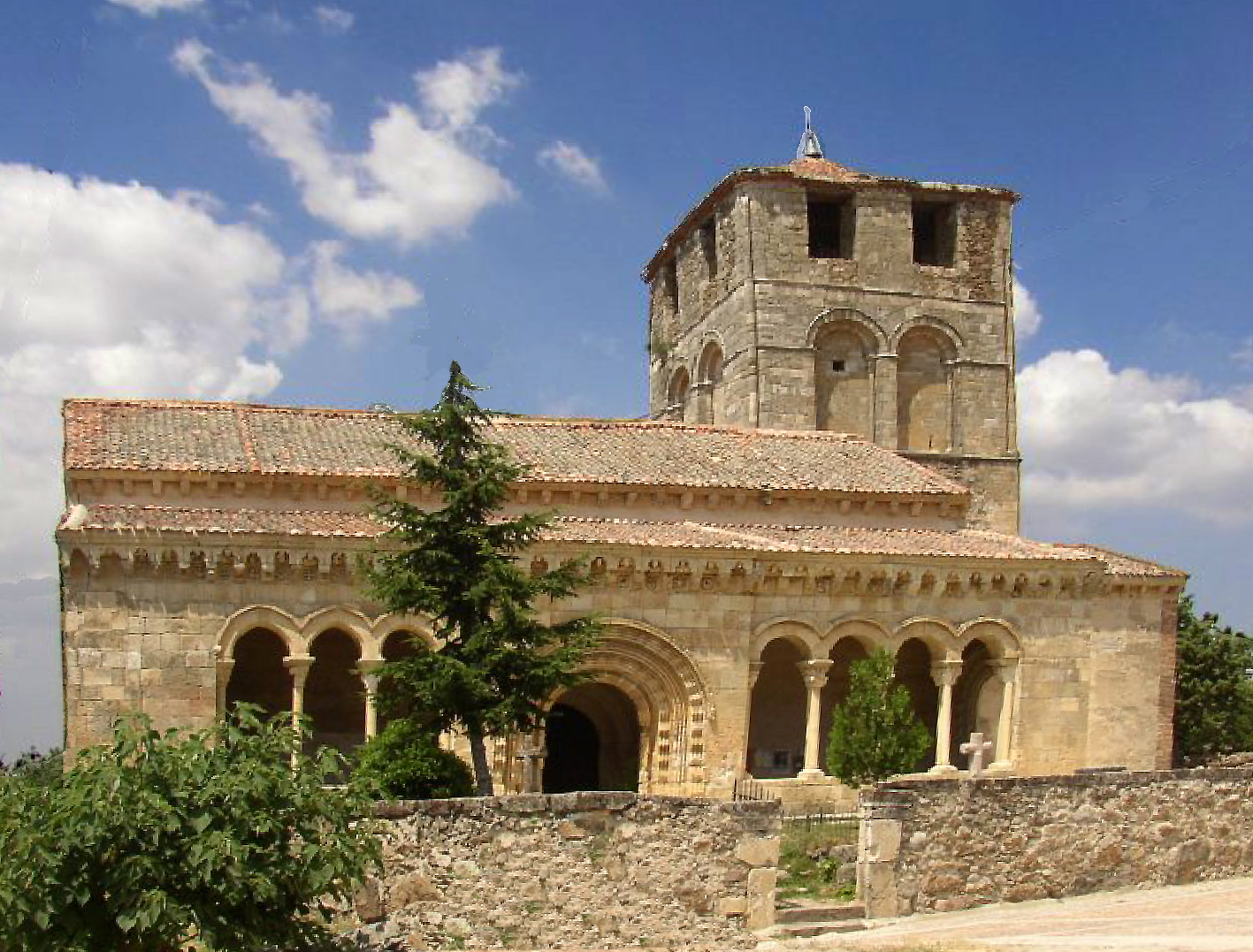
San Miguel Arcángel in Sotosalbos

Die Pfarrkirche San Miguel Arcángel im Herzen des Bergdorfs Sotosalbos zu Füßen der Sierra de Guadarrama in der nordspanischen Provinz Segovia in der Autonomen Gemeinschaft Kastilien-León gehört wegen ihrer Südvorhalle (spanisch: portico oder galería porticada) zu den bedeutendsten romanischen Kirchen des Landes.

## Geschichte
Über den oder die Auftraggeber und die genaue Bauzeit der Kirche ist nichts bekannt – meist wird das 12. Jahrhundert genannt. Bei genauem Hinsehen ist jedoch festzustellen, dass sich die markante Südvorhalle und der Turm auf der Nordseite deutlich vom übrigen Kirchenbau unterscheiden, so dass man wahrscheinlich von drei Bauphasen ausgehen muss: In der ersten Bauphase (um 1100) entstand die Kirche, in der zweiten die Südvorhalle und weitere Anbauten auf der Nordseite (um 1140) und zur dritten Bauphase gehört der Turm (um 1220). In der Zeit der Renaissance, vielleicht sogar noch später erhielt das Kircheninnere ein neues Gewölbe im Geschmack der Zeit.

## Architektur

### Südvorhalle

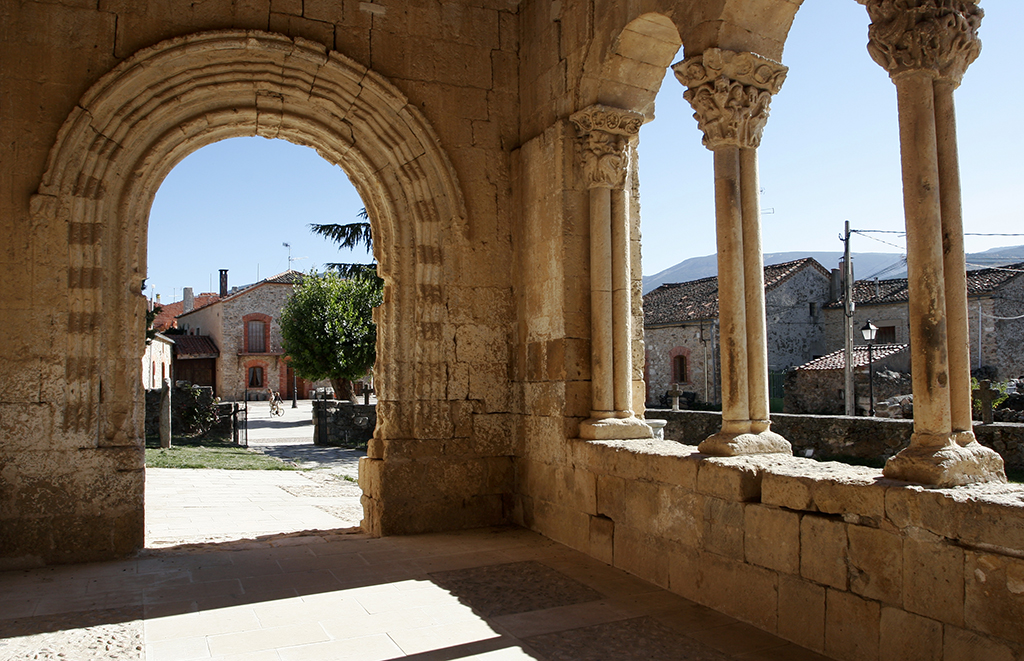
Südvorhalle von innen

Markantester Bauteil ist die Südvorhalle, die zu den schönsten Exemplaren ihrer Art gehört (vgl. San Pedro (Caracena), Jaramillo de la Fuente u. a.). Ihr asymmetrischer Aufbau mit drei Arkadenbögen links des Portals und vier rechts davon erzeugt eine gewisse Spannung. Zudem ragt die Portalzone geringfügig aus der Gebäudeflucht heraus und wirkt somit risalitartig. Das Hauptportal zeigt ein mit Zickzack-Motiven dekoriertes Gewände sowie Archivolten; ein zweites, etwa gleich großes Portal auf der Ostseite ist ähnlich gestaltet. Beide Vorhallenportale verzichten auf Kapitelle – die Zackenmotive gehen übergangslos vom Gewände in die Archivolten über. Dieselbe Machart findet sich auch in einem kleinen Zwillingsfenster in der Westseite der Vorhalle. Die auf schlanken Doppelsäulen aufsitzenden Kapitelle präsentieren die zur damaligen Zeit häufig zu sehenden Mischwesen wie Greifen, Zentauren etc.; eines zeigt das biblische Thema einer Anbetung der Könige.
Hervorzuheben ist die außergewöhnlich reiche, sich über zwei Ebenen (Konsolen und Bogenfelder) erstreckende Gestaltung des Konsolenfrieses unterhalb der Dachtraufe: Hier findet sich sowohl ein abwechslungsreiches figürliches Dekor in Form von Köpfen und kleinen Figuren, als auch ein ganzes Spektrum an kleinen Rosetten, Flechtbändern, Fabeltieren (Chimären) etc. Einen derart reich und lebendig gestalteten Fries findet man noch nicht einmal bei den Kathedralbauten derselben Zeit (Salamanca, Zamora u. a.).

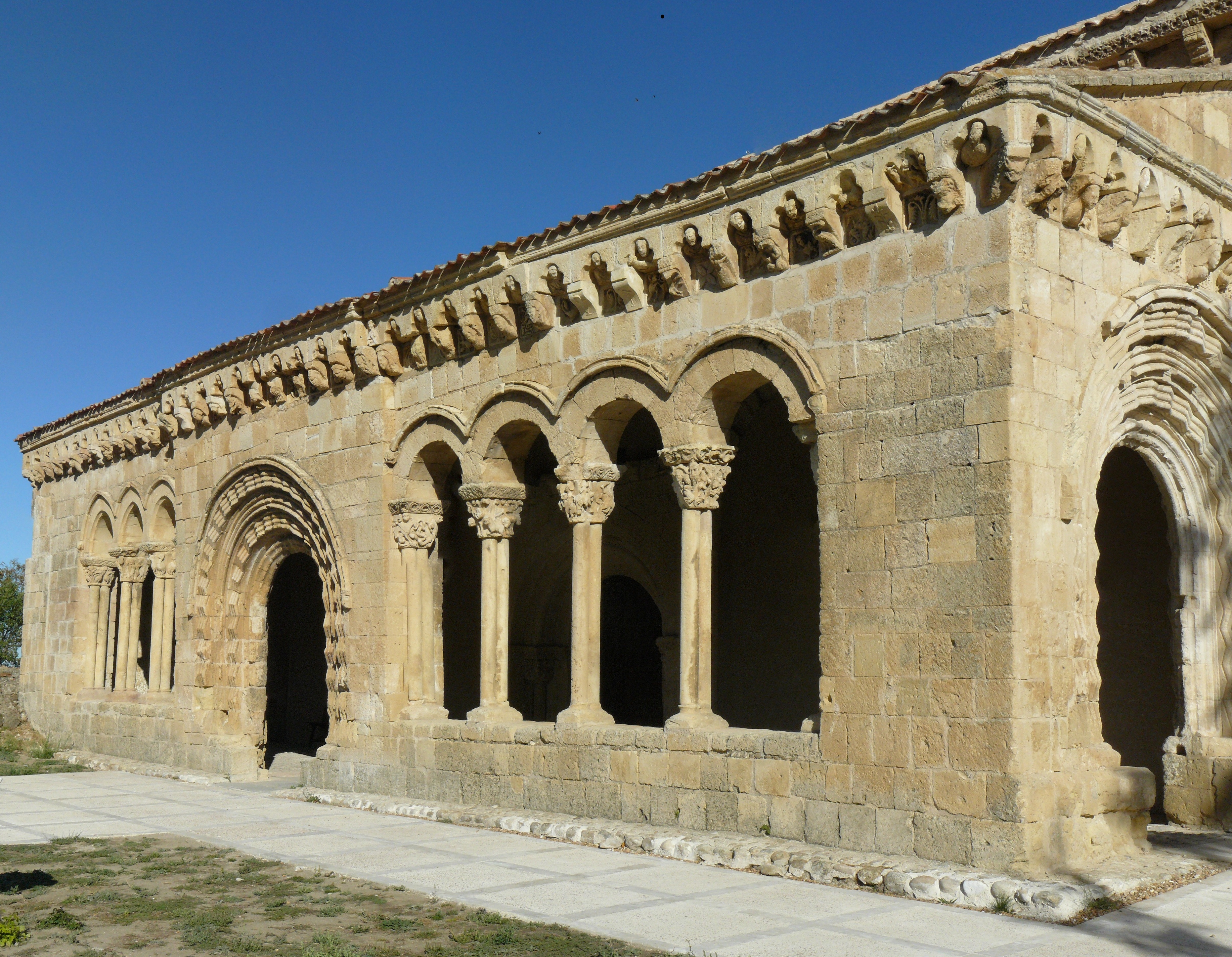
Südvorhalle
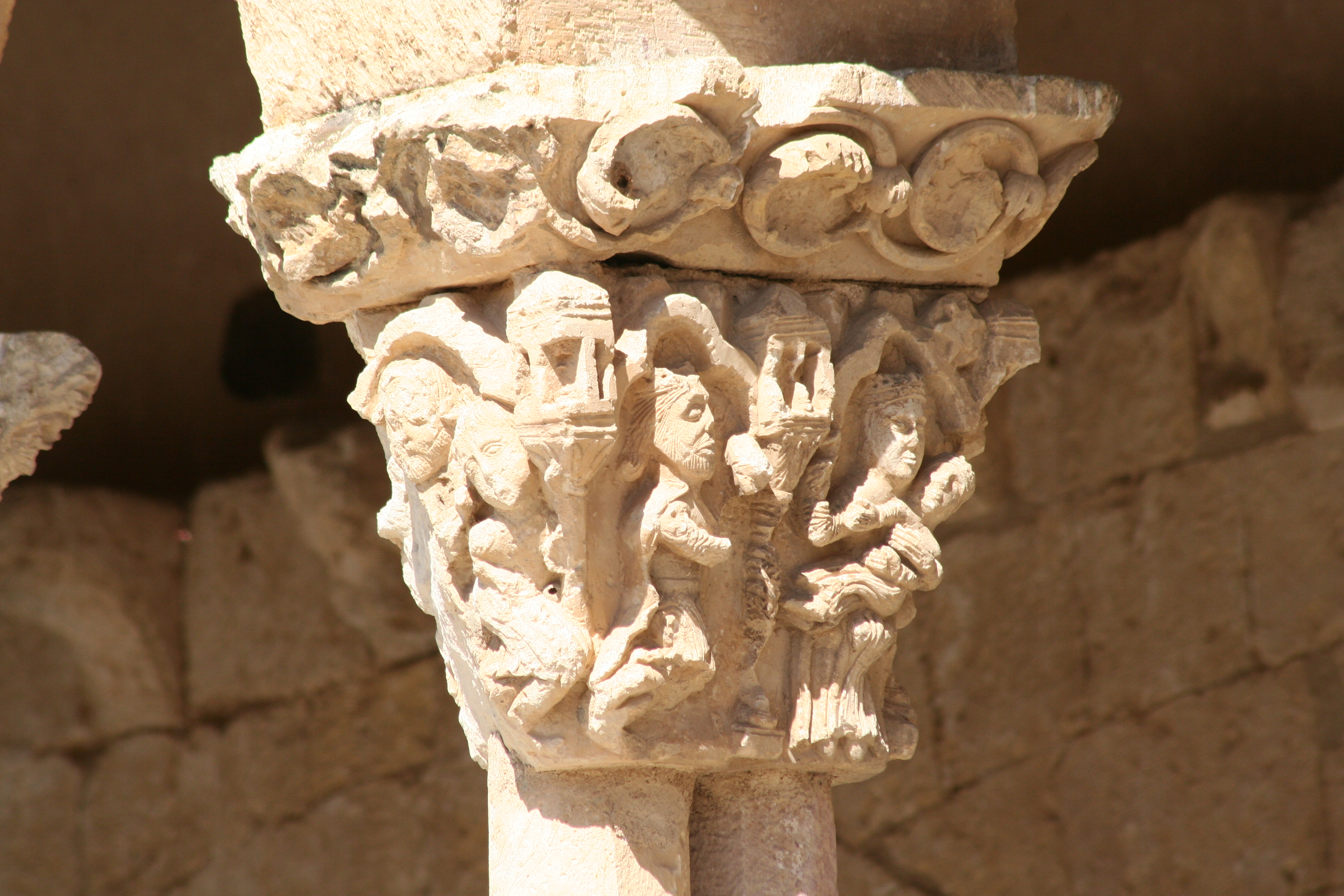
Kapitell mit Anbetung der Könige
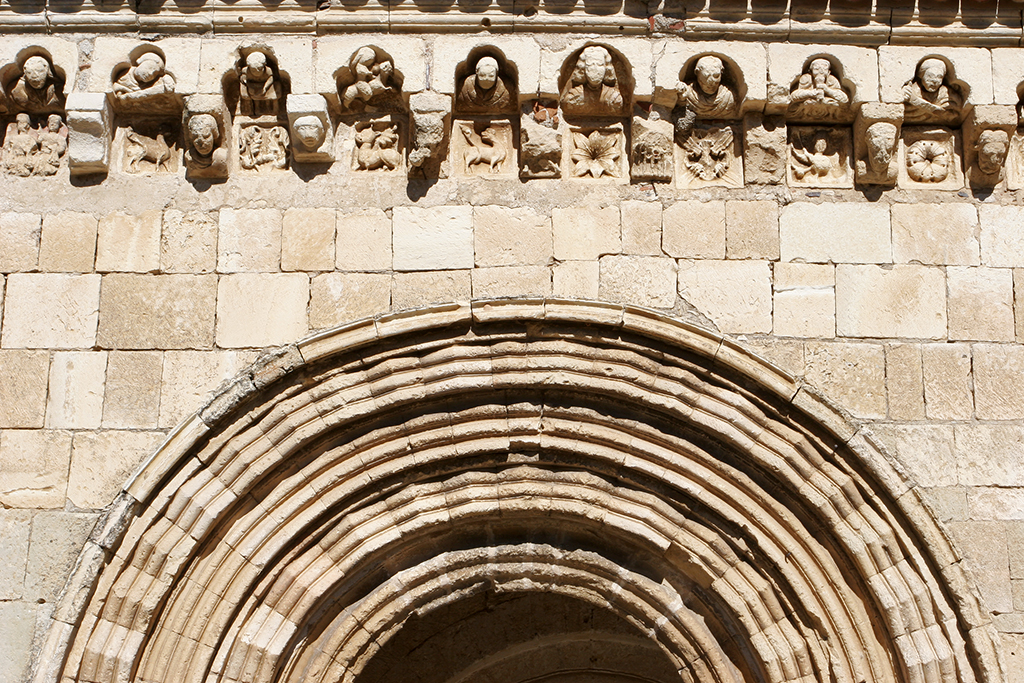
Portal und Konsolenfries

### Kirche
Das in einer Flucht zum Portal der Vorhalle befindliche Eingangsportal zur Kirche ist dagegen deutlich einfacher gestaltet, wenngleich es bereits aus den umgebenden Wänden hervortritt und über ein einfaches Gewände mit eingestellten Säulen und aufruhenden Archivolten verfügt. Das Gewölbe zeigt ein restauriertes Stuckdekor sowie eine Bemalung, die in etwa der des 18. Jahrhunderts entspricht.

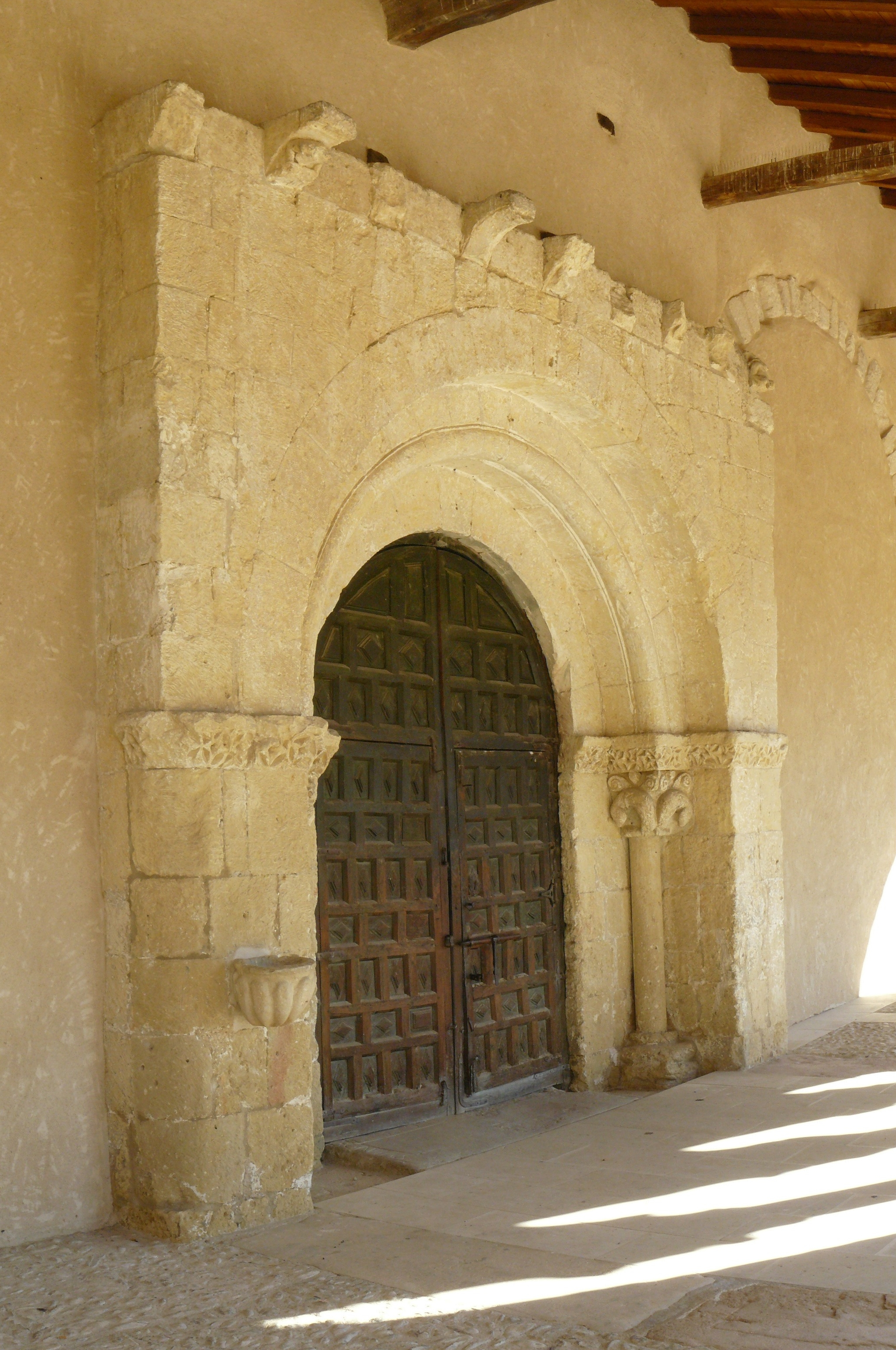
Portal der Kirche
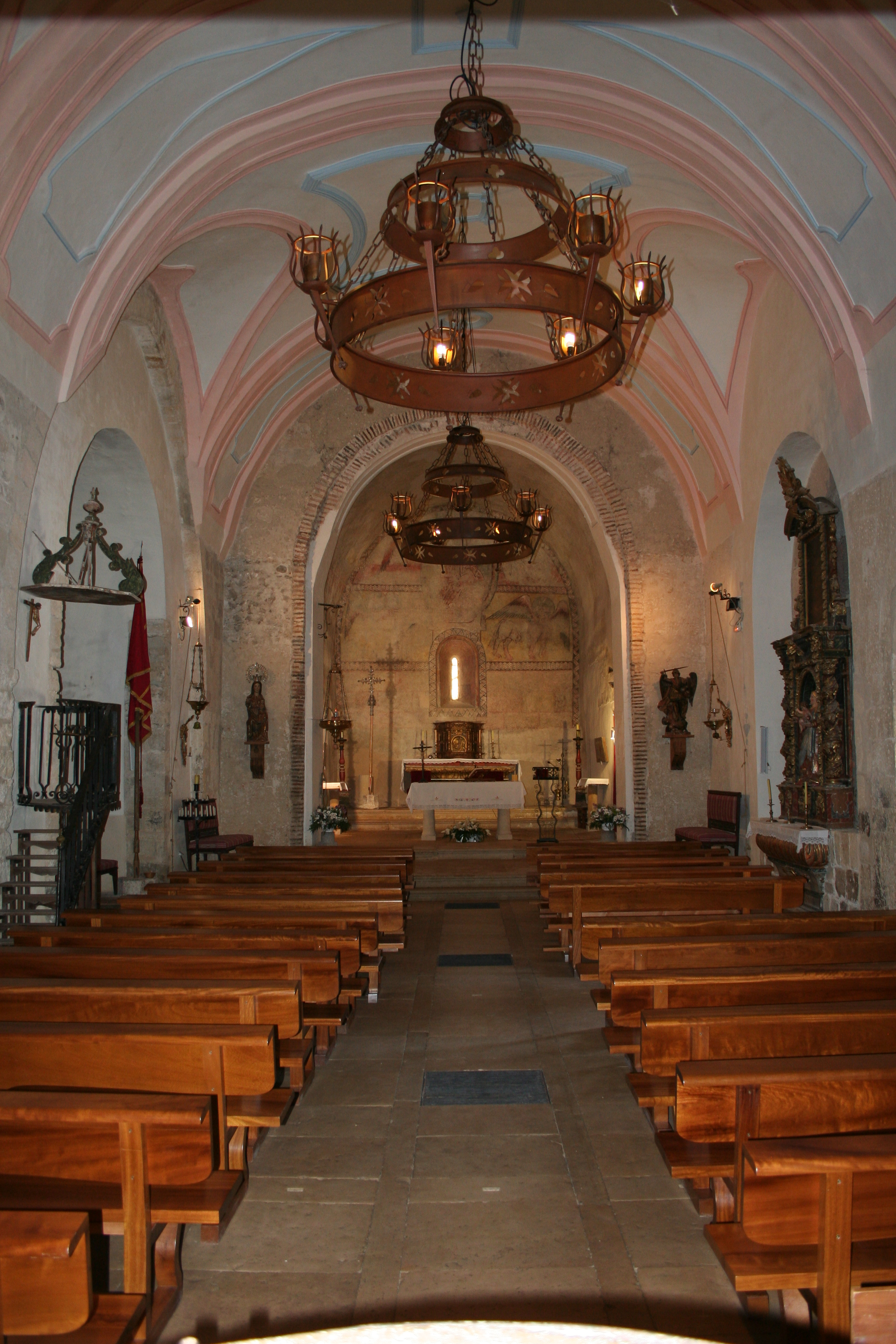
Inneres der Kirche

### Ausstattung
Das einschiffige Innere der Kirche zeigt die übliche Ausstattung (Kanzel, Leuchter, Nebenaltar mit Retabel, Heiligenfiguren etc.), die hier jedoch etwas vielfältiger gestaltet ist als bei den meisten anderen Dorfkirchen. Im leicht eingezogenen flachen Chor finden sich noch Reste von mittelalterlichen Fresken – am besten erkennbar ist ein geflügelter Stier, der den Evangelisten Lukas symbolisiert; in der Apsiskalotte thront Christus als Pantokrator in einer Mandorla. Im Westen der Kirche steht ein geripptes Taufbecken.

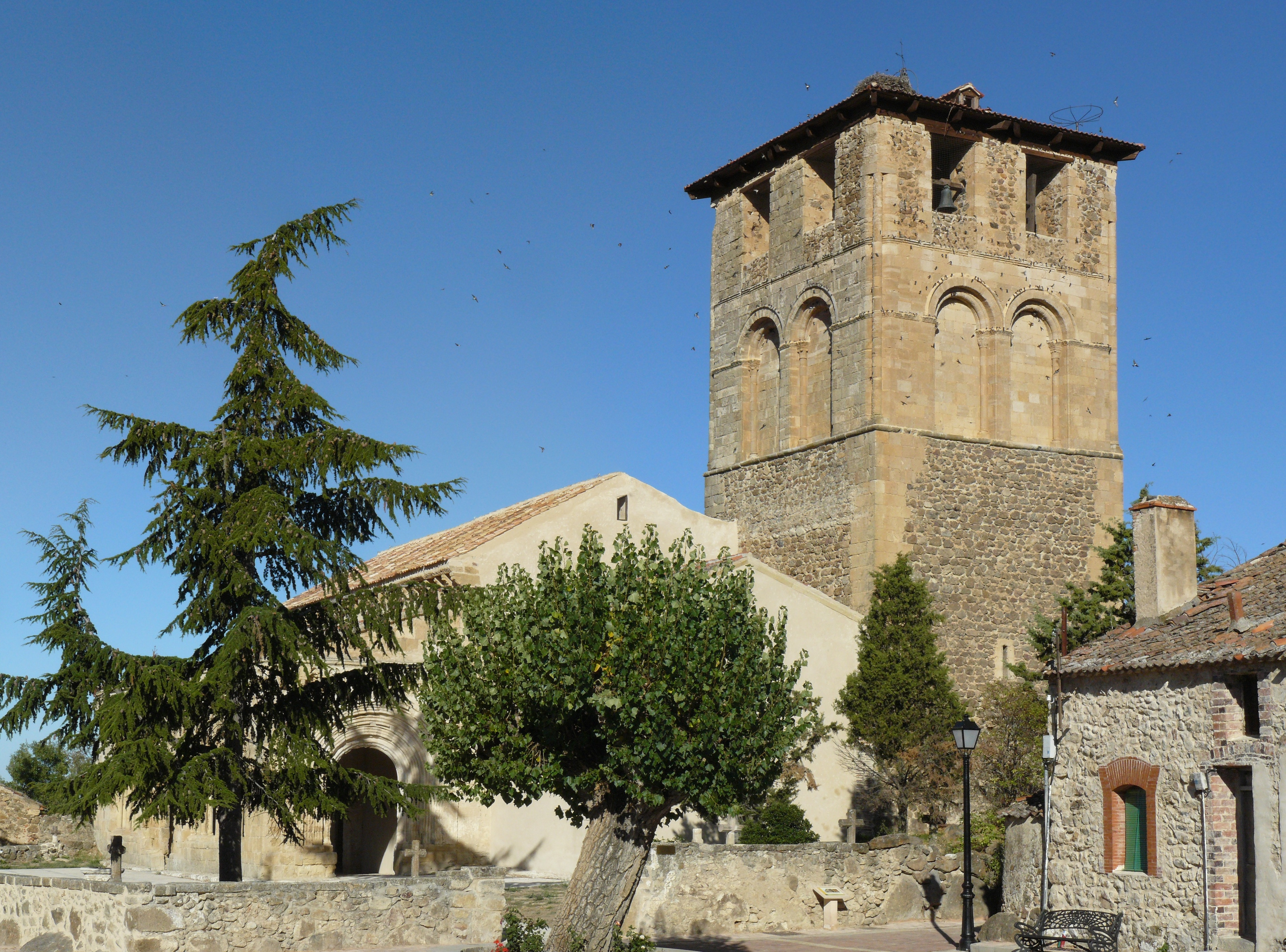
Ostseite mit Nordturm

### Turm
Der wuchtig, ja beinahe klobig wirkende Turm auf der Nordseite der Kirche gilt als dreigeschossige Konstruktion des 13. Jahrhunderts. Im vollkommen ungegliederten Untergeschoss, das den First des Kirchendaches leicht überragt, sind nur die Ecksteine aus exakt behauenen Steinen gefügt; das Steinmaterial der Wandflächen ist dagegen nur grob behauen. Die Außen- und Innenwände des Mittelgeschosses sind mit Hausteinen verkleidet; das Mittelgeschoss zeigt auf jeder der vier Seiten doppelte Blendarkaden aus Haustein. Die Wände des Obergeschosses mit seinen Schallöffnungen sind in ähnlicher Weise konstruiert wie das Untergeschoss. Die Ecken der beiden Obergeschosse werden von Diensten leicht abgerundet.